# Batalha de Placência (194 a.C.)
A Batalha de Placência, conhecida também como Batalha de Mutina, foi travada em 194 a.C. perto de Placência entre as forças da República Romana, comandadas pelo cônsul Tibério Semprônio Longo, e os gauleses. Os romanos mais uma vezes saíram vitoriosos.

## Contexto
Décadas antes, os gauleses já haviam sido duramente derrotados nas batalhas de Telamão (225 a.C.) e Clastídio (222 a.C.), resultando na fundação das colônias romanas de Placência e Cremona, em 218 a.C., na Gália Cisalpina. Os gauleses se insurgiram com a chegada de Aníbal e o início da Segunda Guerra Púnica logo em seguida, conseguindo inclusive uma vitória sobre os romanos na emboscada da Floresta Litana (216 a.C.). Porém, depois que os cartagineses foram derrotados por Cipião Africano, em 201 a.C., Roma decidiu reconquistar e repacificar toda a Gália Cisalpina novamente. Sucessivas vitórias nas batalhas de Cremona (200 a.C.), no Lago Como (196 a.C.), em Placência (194 a.C.) e, finalmente, na Batalha de Mutina, no ano seguinte, garantiram a vitória completa dos romanos.

## Consequências
Segundo Lívio, 11 000 boios foram mortos. No ano seguinte, a vitória de Lúcio Cornélio Mérula na Batalha de Mutina encerraria a guerra na Gália Cisalpina.[carece de fontes?]